# 鹿児島南警察署
鹿児島南警察署（かごしまみなみけいさつしょ）は、鹿児島県鹿児島市東開町にある鹿児島県警察の警察署である。
1954年（昭和29年）に鹿児島郡谷山町（のちの谷山市）を管轄区域とする谷山警察署（たにやまけいさつしょ）として設置され、1969年（昭和44年）に現在の名称に変更した。

## 所在地
- 鹿児島市東開町1番地5

## 管轄区域
- 鹿児島市のうち
  - 新栄町
  - 東郡元町
  - 南郡元町
  - 南新町
  - 郡元町
  - 唐湊三丁目・同四丁目
  - 紫原一丁目から同七丁目
  - 西紫原町
  - 日之出町
  - 宇宿一丁目から同九丁目
  - 向陽一丁目・同二丁目
  - 中央港新町
  - 桜ヶ丘一丁目から同八丁目
  - 東開町
  - 南栄一丁目から同六丁目
  - 谷山港一丁目から同三丁目
  - 卸本町
  - 谷山塩屋町
  - 上福元町
  - 谷山中央一丁目から同八丁目
  - 西谷山一丁目から同四丁目
  - 小原町
  - 自由ヶ丘一丁目・同二丁目
  - 希望ヶ丘町
  - 東谷山一丁目から同七丁目
  - 小松原一丁目・同二丁目
  - 下福元町
  - 坂之上一丁目から同八丁目
  - 光山一丁目から同二丁目
  - 錦江台一丁目から同三丁目
  - 和田町
  - 和田一丁目から同三丁目
  - 慈眼寺町
  - 皇徳寺台一丁目から同五丁目
  - 山田町
  - 中山町
  - 中山一丁目・同二丁目
  - 清和一丁目から同四丁目
  - 五ヶ別府町の一部
  - 星ヶ峯一丁目から同六丁目
  - 魚見町
  - 七ツ島一丁目・同二丁目，
  - 平川町の一部
  - 宇宿町の一部
  - 喜入瀬々串町の一部
  - 喜入中名町
  - 喜入町
  - 喜入一倉町
  - 喜入前之浜町の一部
  - 喜入生見町の一部

- 南九州市のうち
  - 頴娃町上別府の一部
  - 知覧町東別府の一部
  - 知覧町永里の一部
  - 知覧町郡の一部
  - 川辺町野崎の一部
  - 川辺町清水の一部

## 沿革
- 1954年（昭和29年）- 新警察法が施行されたのに伴い鹿児島郡谷山町（のちに市制施行し谷山市となる）に置かれていた自治体警察である谷山町警察が廃止され、鹿児島県警察に統合し、谷山町の区域を管轄する警察署として谷山警察署が設置される[1]。
- 1967年（昭和42年） - 谷山市が鹿児島市に編入されたのに伴い、鹿児島警察署の管内の一部を編入[2]。
- 1969年（昭和44年） - 上福元町から現在地に移転。同時に鹿児島県鹿児島南警察署に改称[2]。

## 組織
- 署長
- 副署長
- 警務課
- 留置管理課
- 会計課
- 生活安全課
- 地域課
- 刑事第一課
- 刑事第二課
- 交通課
- 警備課

## 交番
| 交番       | 所在地   | 所在地         |
| 交番       | 市町村名 | 町・字名       |
| ---------- | -------- | -------------- |
| 紫原       | 鹿児島市 | 紫原一丁目     |
| 宇宿       | 鹿児島市 | 宇宿二丁目     |
| 桜ケ丘団地 | 鹿児島市 | 桜ケ丘六丁目   |
| 星ヶ峯     | 鹿児島市 | 星ヶ峯四丁目   |
| 坂之上     | 鹿児島市 | 坂之上六丁目   |
| 谷山中央   | 鹿児島市 | 谷山中央三丁目 |
| 中山       | 鹿児島市 | 中山町         |
| 喜入       | 鹿児島市 | 喜入町         |

## 不祥事
- 川内原発出会い系サイト事件（2008年）
川内原子力発電所の警戒警備の任に当たる原子力関連施設警戒隊所属の隊員が、勤務中にパトカーで原発を抜け出し、出会い系サイトで知り合った未成年者及び女子高生と薩摩川内市内で合流してパトカーに同乗させ、パトカー車内で児童買春を行った事件。同隊員（処分時は鹿児島南警察署所属）には懲戒免職処分が下された。